# Gare de La Bâthie
La gare de La Bâthie est une gare ferroviaire française, fermée, de la ligne de Saint-Pierre-d'Albigny à Bourg-Saint-Maurice. Elle est située sur le territoire de la commune de La Bâthie, dans le département de la Savoie, en région Auvergne-Rhône-Alpes.

## Situation ferroviaire
Établie à 362 mètres d’altitude, la gare de La Bâthie est située au point kilométrique (PK) 32,891 de la ligne de la Tarentaise, entre les gares ouvertes d’Albertville et de Notre-Dame-de-Briançon.

## Histoire
La gare de La Bâthie fut mise en service par la Compagnie des chemins de fer de Paris à Lyon et à la Méditerranée en 1875 et fut fermée en 1994.

## Patrimoine ferroviaire
Les installations voyageurs, notamment le bâtiment voyageurs et l'abri de quai sont fermés.

Voies et bâtiments en 2018
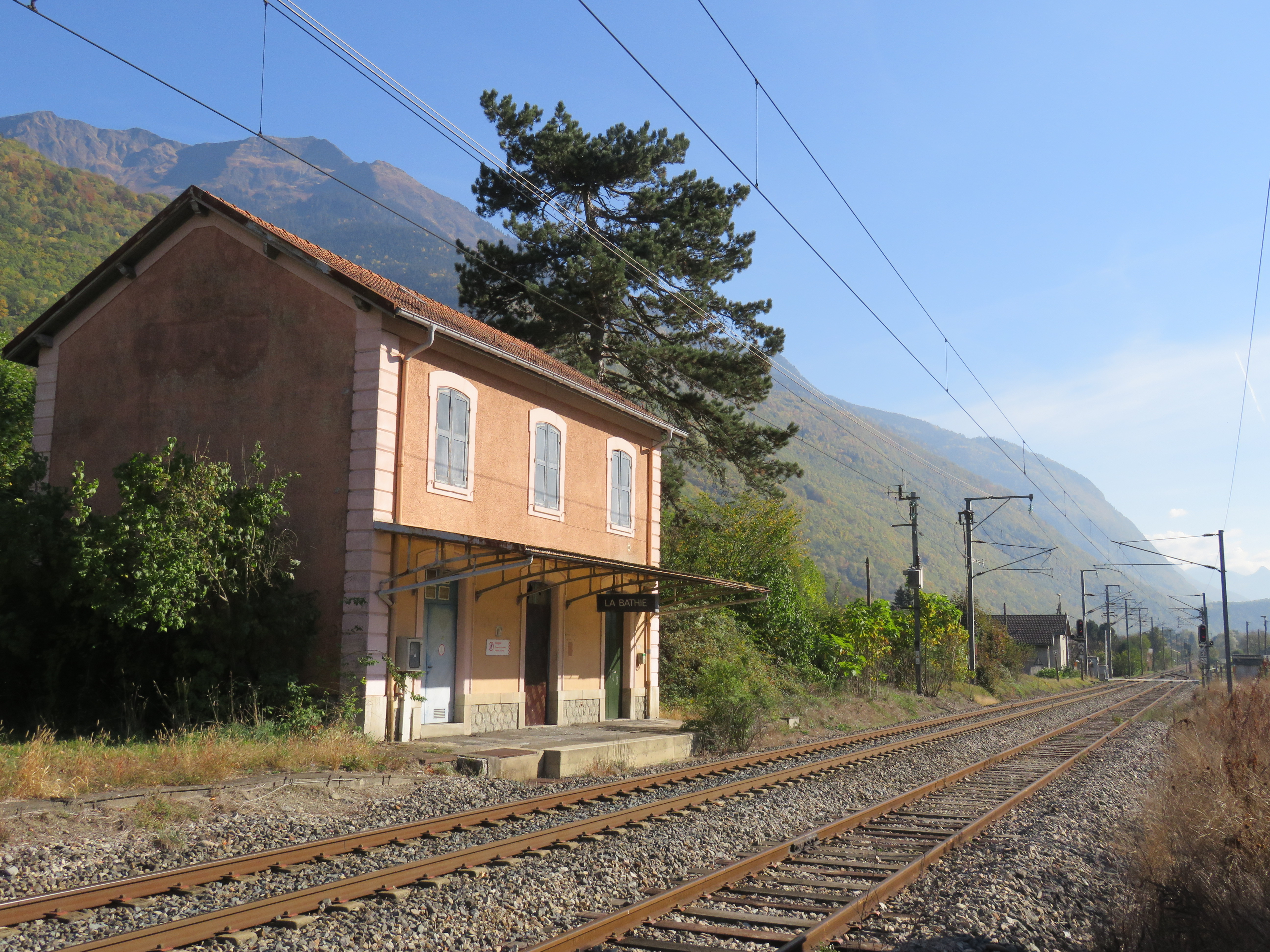
Les voies vues en direction de Bourg-Saint-Maurice avec le bâtiment voyageurs.
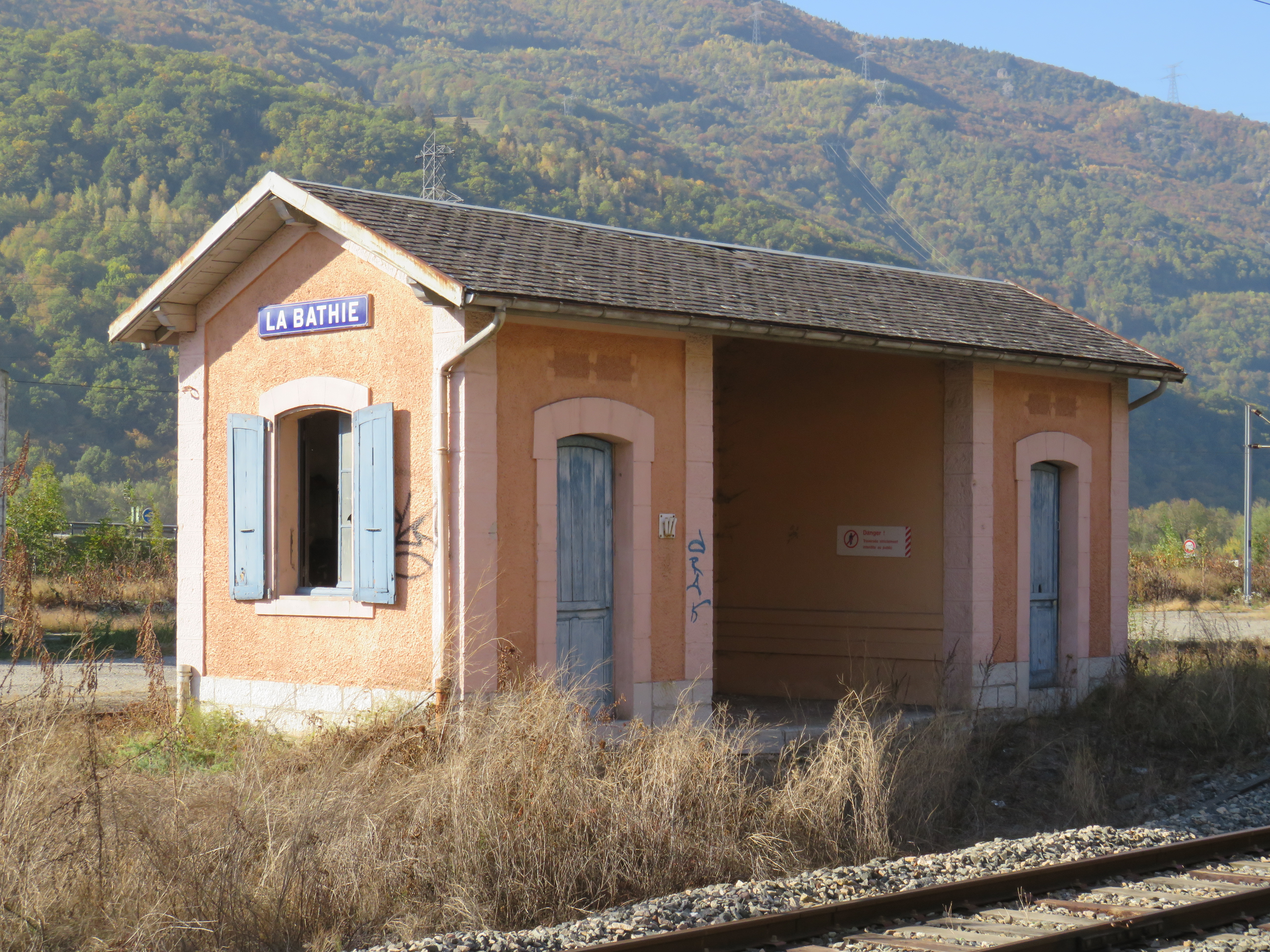
L'abri de quai.
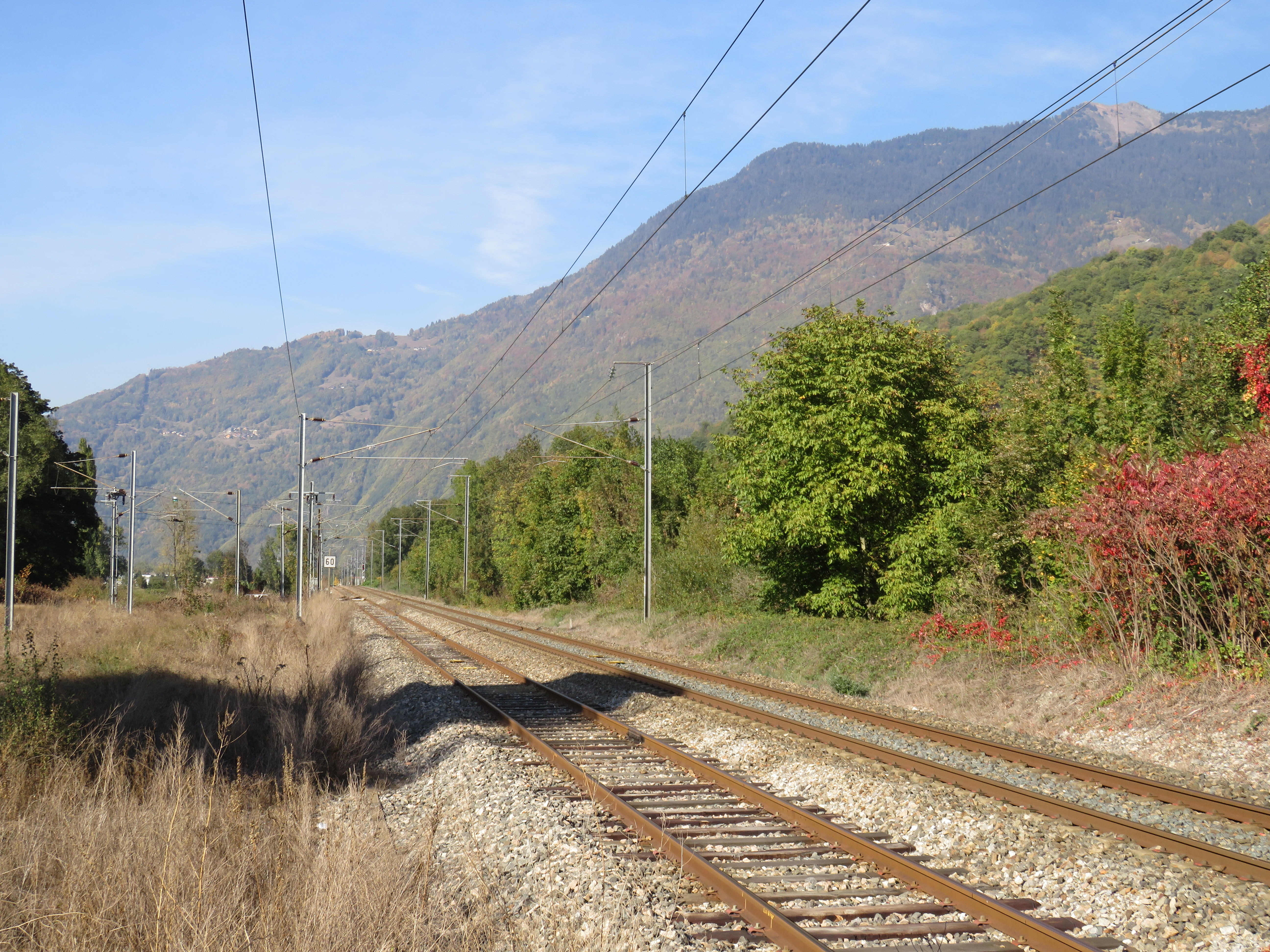
Les voies vues en direction d'Albertville.